# Calobryum giganteum
Calobryum giganteum là một loài Rêu trong họ Haplomitriaceae. Loài này được (Stephani) Grolle mô tả khoa học đầu tiên năm 1963.